# Riverberazione del fondo del mare

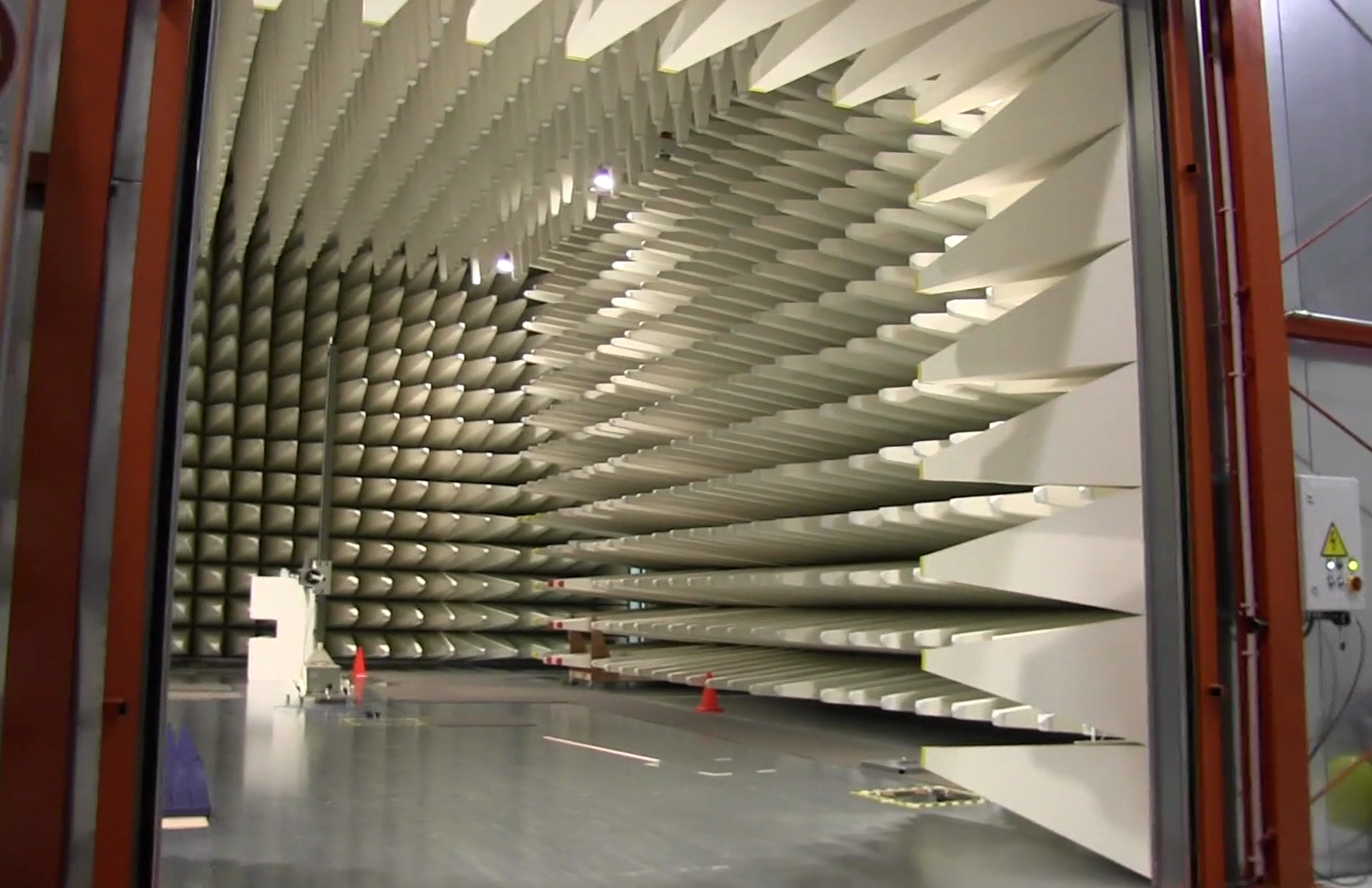
Camera anecoica per studi sulla riverberazione in aria

La riverberazione in mare è un fenomeno che accompagna le emissioni acustiche del sonar generate per l'illuminazione impulsiva dei bersagli.
La riverberazione è caratterizzata da tre tipi particolari:
1. di volume.[N 2]
2. di superficie[N 3]
3. di fondo[N 4]

che si manifestano sia isolatamente che contemporaneamente in dipendenza delle caratteristiche dell'ambiente subacqueo.
La riverberazione, in alcuni casi, può ostacolare la scoperta sonar in modalità attiva in quanto può coprire l'eco dei bersagli. 
La riverberazione del fondo del mare ha caratteristiche simili alla riverberazione di superficie, si diversifica da questa per il coefficiente di riflessione che viene computato con parametri diversi.

## Riverberazione del fondo

### Lo svilupparsi del fenomeno

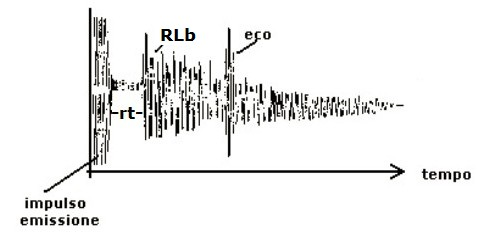
Riverberazione di fondo ed eco del bersaglio causati dall'impulso del sonar: La riverberazione di fondo precede l'eco essendo Ro > R

La riverberazione del fondo del mare, che si manifesta in alcuni casi, è oggetto di valutazioni quantitative dipendenti da una ampia fascia di variabili; il fenomeno si genera per la riflessione di una piccola porzione d'energia emessa dal sonar.
Lo sviluppo della riverberazione del fondo, tracciato in figura, si descrive in tre fasi:
-emissione dell'impulso sonar
-dopo un ritardo temporale (rt) dall'emissione dell'impulso sonar si ha la comparsa di energia acustica riverberata dal fondo del mare, energia indicata con la sigla (RLb).
-comparsa dell'eco del bersaglio sulla riverberazione di fondo.

### Geometria del campo operativo

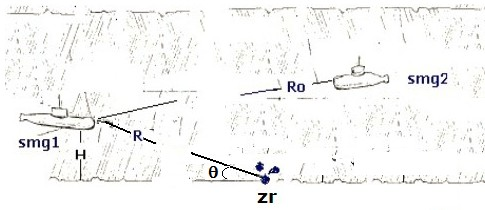
Geometria del campo operativo

La descrizione del fenomeno relativo alla riverberazione di fondo necessita di una geometria che indichi nell'ordine:
-posizione del sottomarino dove vengono generati gli impulsi sonar (smg1) 
-posizione del sottomarino bersaglio (smg2)
-zona di fondo riverberante (zr)
-Ro: la distanza dal tra smg1 e bersaglio
-H: quota di smg1 
-{\displaystyle \theta }: angolo di radenza
-R: distanza tra smg1 e fondo riverberante

### Formula di calcolo per RLb
Il calcolo dell'andamento della funzione RLb, espressa in {\displaystyle dB/\mu Pa,} si esegue applicando la formula:
{\displaystyle RLb=SL-40\ Log\ R+Sb+10\ Log\ A} {\displaystyle \ \ \ \ 1)}
per {\displaystyle A=(c\ t\ R/2)\ \psi } che rappresentante la superficie del fondo del mare che reagisce all'impulso, il suo logaritmo {\displaystyle 10\ Log\ A} si scrive:
{\displaystyle 10\ Log\ A=10\ Log\ (c\ t\ R/2)+10\ Log\ \psi \ \ \ } 2)

#### Variabili in gioco
Variabili e loro significato:
-RLb - esprime il livello del rumore di riverberazione di fondo che colpisce la base del sonar, questa variabile acustica, espressa in {\displaystyle dB/\mu Pa} , è frutto di una computazione 
-SL - indica il livello di pressione acustica generato durante l'emissione dell'impulso da parte del sonar; caratteristica dell'apparato espressa in {\displaystyle dB/\mu Pa/\ 1\ m}
-R - è la variabile indipendente che indica la lunghezza del percorso dei raggi acustici in mare; la distanza tra il sonar e la superficie riverberante del fondo espressa in metri.
-{\displaystyle \alpha } - è il coefficiente d'assorbimento dell'acqua espresso in {\displaystyle dB\ /km}
-Sb - è il coefficiente del riverbero di fondo espresso in {\displaystyle dB}, questo valore dipendente da fattori ambientali marini, è il più significativo da mettere a calcolo per la determinazione di RLb; numerosissime serie di valori di Sb sono state rilevati sul campo mediante impegnative campagne di misura nelle più diverse condizioni, così come riportato nel testo di Uric
-c - velocità media del suono in acqua, circa {\displaystyle 1530\ m/s}.
-t - durata dell'impulso di emissione del sonar espressa in secondi
-{\displaystyle \theta } - angolo di radenza tra la direzione del suono e il fondo del mare, in gradi sessagesimali
-{\displaystyle \psi } - angolo in radianti che, in virtù della larghezza del trasduttore di emissione del
sonar, sottende la superficie del fondo del mare sollecitata dall'energia acustica.
Per l'angolo in oggetto sono disponibili alcune tabelle nelle quali, in dipendenza della
forma del trasduttore di emissione, è possibile, con alcune approssimazioni, identificare l'espressione relativa alla forma del trasduttore più vicina a quella del sonar in esame
-{\displaystyle A} - superficie del fondo che reagisce all'impulso d'emissione.

#### Determinazione di Sb e psi

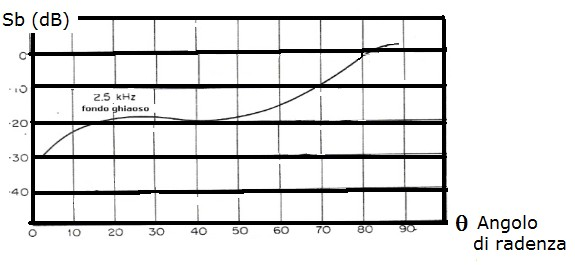
Andamento di Sb in funzione dell'angolo di radenza: per fondo ghiaioso alla frequenza di 2500 Hz

La valutazione numericadel fenomeno si basa su una serie di valori di Sb e di {\displaystyle \psi } esposti nel testo di Urick in bibliografia: 
-Per Sb il testo mostra alcuni diagrammi relativi a rilievi effettuati in numerose campagne di misura a diverse frequenze di emissione, in figura un grafico di Sb rilevato a 2500 Hz. 
-Per {\displaystyle \psi } è data una tabella che ne riporta le formule per alcune forme geometriche del trasduttore è consultabile su, adatta allo scopo la funzione:
{\displaystyle 10\ Log\ \psi =10\ Log\ [\lambda /(2\ \pi \ l)]+9.2}

### Esempio di calcolo
Un esempio per lo sviluppo della funzione {\displaystyle RLb} indicata nella 1)

#### 1ª Esposizione dati generali finalizzati all'esempio
-Frequenza d'emissione: {\displaystyle f=2500\ Hz}
-{\displaystyle \lambda =0.61\ :\ c=1530\ m/s}
-Trasduttore cilindrico di emissione/ricezione {\displaystyle d=1\ m}
-Livello di emissione del sonar {\displaystyle SL=220\ dB/\mu Pa/1\ m}
-Durata dell'impulso di emissione: {\displaystyle t=0.01\ s}
-Variabilità della distanza di calcolo: da {\displaystyle R=\ 1\ m\ a\ R=1000\ m}
-{\displaystyle \theta =15}°
-Valore del coefficiente di riverbero {\displaystyle Sb=-20\ dB} per {\displaystyle \theta =15}° secondo la curva della sottosezione precedente.

#### 2° Determinazione di 10 Log (psi)
Per la variabile {\displaystyle 10\ Log\ \psi } della 2) consideriamo il solo diametro d del trasduttore cilindrico di emissione/ricezione potendolo assimilare, ragionevolmente, ad un trasduttore equivalente di tipo rettilineo di lunghezza {\displaystyle l=d=1\ m}.
In base a questo dato, dalla tabella sopra richiamata che riporta la funzione 
{\displaystyle 10\ Log\ \psi =10\ Log\ [\lambda /(2\ \pi \ l)]+9.2}
,possiamo assumere che per un trasduttore rettilineo valga: {\displaystyle 10\ log\ \psi =-1\ dB}

#### Calcolo e grafico della funzione RLb
Secondo la 1) e la 2) si ha:
{\displaystyle RLb=SL-40\ Log\ R+Sb+10\ Log\ A}
{\displaystyle 220-40\ Log\ R-20+10\ Log\ (7.65\cdot R)-1\ dB}

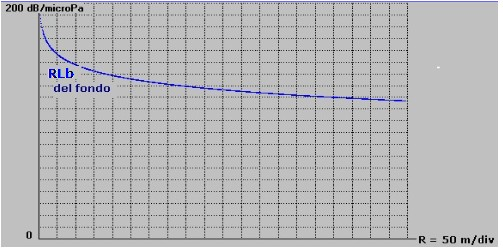
Andamento di RLb in funzione della distanza R dal fondo ghiaioso alla frequenza di 2500 Hz

il cui grafico funzione di R è riportato in figura.

## Riverberazione e ricezione dell'eco
Per avere un'idea dell'effetto della riverberazione di fondo sulla ricezione dell'eco si può sviluppare un esercizio:
anzitutto è necessario supporre che la riverberazione di volume sia assente e che, ad esempio, lo scenario operativo possa essere simile a quello mostrato nella figura della seconda sottosezione ma con Ro < R con i dati:
-smg1 identifica il battello che emette l'impulso acustico per la scoperta
-smg2 identifica il battello bersaglio
-{\displaystyle TS}: forza del bersaglio: {\displaystyle TS=10\ dB}
-{\displaystyle \alpha }: coefficiente d'assorbimento in mare a 2500 Hz {\displaystyle \alpha =0.2/dB/km}
-{\displaystyle Ro}: distanza tra smg1 e il bersaglio; {\displaystyle Ro=700\ m}
-{\displaystyle H}: distanza dal fondo di smg1 {\displaystyle H=248\ m}
-{\displaystyle \theta =15}° identifica l'angolo di radenza
-{\displaystyle R} indica la distanza di smg1 dalla superficie riverberante del fondo: {\displaystyle R=H/\operatorname {sen} \ \theta =248/\operatorname {sen} \ 15^{\circ }=958\ m}
-{\displaystyle RLs\ per\ 958\ m} si legge dalla figura della sottosezione precedente; per {\displaystyle RLs=118\ dB/\mu Pa}
-{\displaystyle tr}: tempo che intercorre tra l'emissione dell'impulso e l'inizio della ricezione della
riverberazione dal fondo {\displaystyle tr=2\ R/=1.25\ s}.
-{\displaystyle te}: tempo che intercorre tra l'emissione dell'impulso e la ricezione dell'eco
del bersaglio {\displaystyle te=2\ Ro/c=0.91\ s}
-{\displaystyle EL}: livello dell'eco: {\displaystyle EL=SL+TS-40\ Log(Ro)-(2\ \alpha Ro/1000)=116\ dB/\mu \ Pa}
Nella figura in alto si mostrano, in via del tutto indicativa, gli eventi temporali calcolati.
Essendo Ro < R la figura in alto mostra che l'eco del bersaglio viene ricevuto dal sonar al tempo {\displaystyle te=0.91\ s} mentre la riverberazione viene ricevuta dal sonar al tempo {\displaystyle tr=1.25\ s} la persistenza di questa dura
fino all' esaurimento dell'energia; in queste condizioni il rumore della riverberazione non penalizza
l'eco del bersaglio.
La copia di un rilievo oscilloscopio del fenomeno è mostrata nella figura in basso dove i tempi sono diversi da quelli calcolati nell'esercizio.